# Eros Capecchi
Eros Capecchi (* 13. Juni 1986 in Castiglione del Lago) ist ein ehemaliger italienischer Radrennfahrer.

## Karriere
Seit 2003 war Eros Capecchi als Leistungsradsportler aktiv. Als Junior gewann er 2004 die italienische Straßenmeisterschaft und den Trofeo Buffoni. Bei den Straßen-Radweltmeisterschaften in Verona verpasste er mit dem vierten Platz nur knapp eine Medaille. 2006 und 2007 war Capecchi Profi bei dem italienischen ProTour-Team Liquigas-Bianchi. Bei der Tour Down Under zu Beginn der Saison wurde er Zwölfter in der Gesamtwertung und Dritter in der Nachwuchswertung. Später wurde er bei der Luxemburg-Rundfahrt insgesamt Neunter.
2008 gewann Capecchi das Euskal Bizikleta, zudem startete er erstmals beim Giro d’Italia. 2011 gewann er eine Etappe dieser Landesrundfahrt. 2012 entschied er den Grand Prix di Lugano für sich. Für die Saison 2019 war bis kurz vor Weihnachten 2018 in der Schwebe, ob er nochmals einen Kontrakt beim Team Deceuninck Quick-Step erhalten würde. Capecchi gab sich gelassen: Er stamme aus einer Bauernfamilie und arbeite auch im Familienunternehmen.
Bis einschließlich 2020 nahm Eros Capecchi an insgesamt 19 Grand Tours teil. Seine beste Platzierung war Rang 21 bei der Vuelta a España 2011.

## Erfolge
2004
- Italienischer Junioren-Meister – Straßenrennen

2007
- Mannschaftszeitfahren Settimana Ciclistica Lombarda

2008
- Gesamtwertung und eine Etappe Euskal Bizikleta

2011
- eine Etappe Giro d’Italia

2012
- Grand Prix di Lugano

2016
- Mannschaftszeitfahren Giro del Trentino
- Mannschaftszeitfahren Burgos-Rundfahrt

## Grand-Tour-Platzierungen
| Grand Tour            | 2008 | 2009 | 2010 | 2011 | 2012 | 2013 | 2014 | 2015 | 2016 | 2017 | 2018 | 2019 | 2020 |
| --------------------- | ---- | ---- | ---- | ---- | ---- | ---- | ---- | ---- | ---- | ---- | ---- | ---- | ---- |
| Giro d’ItaliaGiro     | 99   | DNF  | DNF  | 60   | 37   | 70   | 79   | −    | 82   | 58   | 49   | 37   | 87   |
| Tour de FranceTour    | −    | −    | 83   | −    | −    | −    | −    | −    | −    | −    | −    | −    | −    |
| Vuelta a EspañaVuelta | −    | DNF  | −    | 21   | 25   | 24   | −    | −    | −    | 104  | −    | 121  | −    |